# (463) Lola
(463) Lola est un astéroïde de la ceinture principale découvert par Max Wolf le 31 octobre 1900 à Heidelberg.
Le nom de l’astéroïde est probablement dérivé de lola, un personnage de l’opéra Cavalleria rusticana du compositeur italien Pietro Mascagni (1863-1945).